# BMP-3

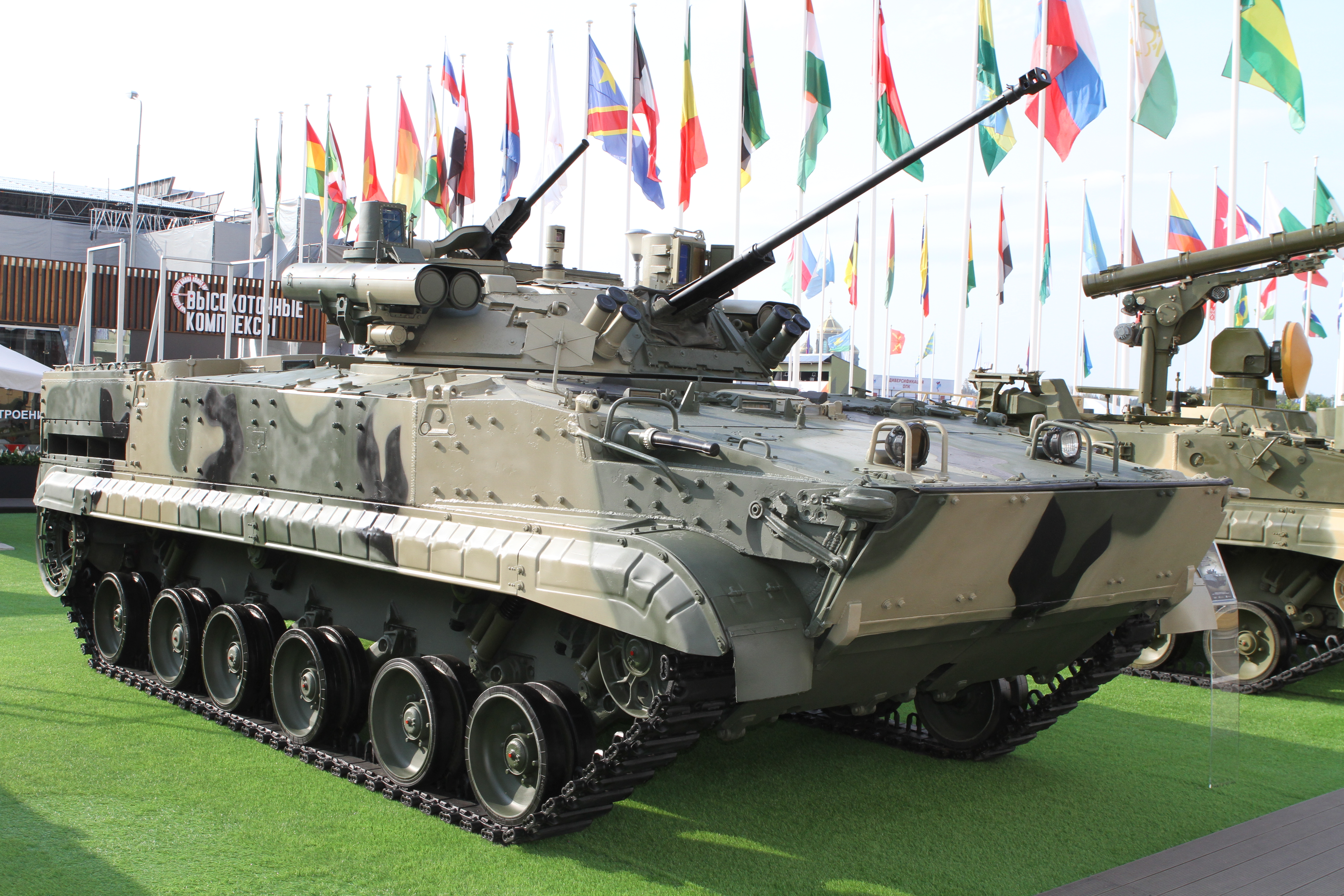
BMP-3 với pháo tự động 30 ly

BMP-3 (tiếng Nga: Боевая Машина Пехоты-3) là một loại xe chiến đấu bộ binh của Liên Xô trước đây và Nga hiện nay, được đưa vào sử dụng từ năm 1987.

## Các quốc gia sử dụng

### Đã từng sử dụng
- Liên Xô - Chuyển giao cho các nước thành viên sau khi tan rã.

### Hiện đang sử dụng
Một lượng lớn BMP-3 hiện vẫn được quân đội Nga sử dụng. Quốc gia ngoài Nga dùng nhiều BMP-3 nhất là UAE.
- Nga - 540-550 chiếc, và 30 BMP-4 đang được tự sản xuất.
- Azerbaijan - 4
- Síp - 43
- Hy Lạp - 450 BMP-3M đang được đặt mua[1].
- Indonesia - 20 BMP-3F
- Hàn Quốc - 70
- Kuwait - 110
- Sri Lanka
- Ukraina - 4[2]
- UAE - 598 chiếc với hệ thống ngắm hồng ngoại "Namut" và một số cải tiến kỹ thuật khác. Có thể được trang bị modular armour Kaktus và động cơ UTD-32.
- Venezuela - Chính phủ Venezuela đang đàm phán để mua một lượng BMP-3 khoảng 600 chiếc hoặc hơn. Loại BMP mà Venezuela mua là loại BMP-3M với giáp phản ứng nổ và tháp pháo kiểu Bakcha-U. Ngoài ra còn có hệ thống phòng thủ Shtora-1 giống như các loại BMP-3 hiện đại nhất đang có.